# Mieczysław Drabowski
Mieczysław Stanisław Drabowski – polski inżynier, informatyk, doktor habilitowany nauk technicznych, były konstruktor w Krakowskiej Fabryce Aparatów Pomiarowych MERA-KFAP, profesor uczelni Politechniki Krakowskiej. Jeden z autorów systemu pamięci dyskietkowych ED501 i komputera osobistego KRAK-86. 

## Życiorys
Urodził się w Krakowie. Uczył się w XI Liceum Ogólnokształcącym im. Marii Dąbrowskiej w Krakowie i tam zdał egzamin dojrzałości. W 1977 ukończył wyższe studia techniczne na Akademii Górniczo-Hutniczej im. Stanisława Staszica na Wydziale Elektrotechniki, Automatyki i Elektroniki uzyskując tytuł zawodowy magistra inżyniera elektryka, specjalności automatyka. Od 1979 do roku 1993 pracował w MERA-KFAP, gdzie zatrudniony był jako specjalista konstruktor w Ośrodku Badawczo-Rozwojowym, w Zakładzie Przemysłowo-Uczelnianym i w Zakładzie Innowacyjno-Wdrożeniowym.
W 1986 roku na Politechnice Poznańskiej obronił pracę doktorską Szeregowanie zadań w systemach wielomikroprocesorowych, której promotorem był prof. Jan Węglarz i za którą otrzymał wyróżnienie. Od 1996 związany z Politechniką Krakowską im. Tadeusza Kościuszki.
W 2014 habilitował się na Zachodniopomorskim Uniwersytecie Technologicznym w Szczecinie na podstawie pracy zatytułowanej Parallel synthesis of computer systems.
Był współprojektantem, zaprojektowanego w Krakowie, mikrokomputera osobistego KRAK-86 (oznaczenie w ramach Jednolitego Systemu EMC SM1909) (szesnastobitowego, klasy IBM PC) oraz pamięci na dyskietkach elastycznych ED501(SM5639). Do komputera KRAK-86 został opracowany w Instytucie Podstaw Informatyki Polskiej Akademii Nauk, na zamówienie MERA-KFAP, oryginalny system operacyjny IPIX, zgodny z systemem Unix System V.
Główne rezultaty naukowe:
- Zainicjował (wraz z Jacek Błażewicz i Jan Węglarz) nowy kierunek w teorii szeregowania w zastosowaniu do systemów operacyjnych, tzw. zadań wieloprocesorowych (laudacja) – wspólna publikacja np. IEEE Transaction on Computers, Vol. C-35, No. 5, 1986
- Wprowadził nową metodę CAD (Computer Aided Design) dla syntezy systemów komputerowych, tzw. par-syntezę – publikacja np. International Journal of Computer Science and Emerging Technologies, Vol. 1, No. 3, 2010 
- Podał nowy algorytm testowania i diagnostyki w systemach odpornych na błędy i samo naprawialnych – publikacje np. International Journal of Relability, Quality and Safety Engineering, Vol. 13, No. 01, 2006, Springer, Cham 529, ISBN 978-030-76773-0, 2021 
- Zainicjował (wraz z Bonawentura Maciej Pawlicki i Krzysztofem Czajkowskim) zastosowanie technik informatycznych do konserwacji zabytków dziedzictwa narodowego – publikacje np. IADIS Press, ISBN 972-8939-00-0, 2005

Zajmowane stanowiska:
- MERA-KFAP (1986-1993): kierownik pracowni konstrukcji komputerów, z-ca dyrektora Zakładu Przemysłowo-Uczelnianego, Jednostki Innowacyjno-Wdrożeniowej;
- Politechnika Krakowska: kierownik (2013-2021) Zakładu Informatyki, Katedry Elektrotechniki Teoretycznej i Informatyki, prodziekan (2012-2020) Wydziału Inżynierii Elektrycznej i Komputerowej. 

## Odznaczenia
- 2021 – Honorowa Odznaka Politechniki Krakowskiej[17]
- 2022 – Medal Komisji Edukacji Narodowej[18]
- 2022 – Srebrny Krzyż Zasługi[19].